# Erekinka
 (novembre 2015).
L’erekinka est un feu pastoral pratiqué dans les estives du Pays basque, à Larrau (Soule) afin de favoriser la culture de l’herbe pour le bétail (fourrage). Cela permet également de conserver l’unité paysagère du lieu et la biodiversité.

## Historique
La pratique de l’écobuage semble être assez ancienne. Les premières traces écrites remontent au XVIe siècle, mais les feux pastoraux existaient déjà auparavant. C’est une pratique reconnue partout dans le monde.
Au Pays basque, les premières demandes d’écobuage en préfecture datent selon les archives du XIXe siècle, mais on peut imaginer qu’ils sont également plus anciens, mais moins réglementés avant cette date.
Aujourd’hui, les feux pastoraux sont très réglementés et surveillés pour éviter les accidents. L’erekinka relève en effet d’un véritable savoir-faire. Cela nécessite une bonne connaissance du terrain et du feu lui-même pour pouvoir le maitriser. C’est pour cette raison que l’erekinka fut inscrit à l’Inventaire du patrimoine culturel immatériel en France dans le domaine des savoir-faire.

## Pratique des feux pastoraux
Les feux pastoraux sont généralement pratiqués à la fin de l’hiver. Ils vont favoriser la pousse de certaines catégories d’herbes bonnes pour le fourrage des bêtes. Toutes les parcelles ne sont pas brûlées, seules celles choisies par l’éleveur.
L’erekinka se fait souvent à plusieurs afin de minimiser les risques. Le feu est propagé à l’aide d’un chalumeau. Pour un impact écologique moindre et pour ne pas gêner la biodiversité, les feux sont pratiqués tous les deux ans à des périodes ou les plantes sont soient sèches soient à un cycle et demi  de croissance. Les plantes brûlées sont bénéfiques pour le sol puisqu’elles lui restituent des minéraux.
Le feu est parfois assez proche des habitations et cela reste un élément difficile à maitriser, c’est pour cela que la pratique demande un certain savoir-faire et des connaissances solides du milieu naturel. La météo doit être prise en compte (notamment le vent), mais il faut également examiner le terrain (niveau d’assèchement, présence de barrières naturelles –zone humide, plaque de neige-), prévoir des contre-feux, et prévenir les voisins pour qu’ils préparent eux aussi des pare-feux.